# André Villas-Boas
Don Luís André de Pina Cabral e Villas-Boas, cunoscut ca André Villas-Boas (n. 17 octombrie 1977, Porto, Portugalia) este un antrenor de fotbal.
1. ↑   https://www.transfermarkt.com/-/profil/trainer/1696 Lipsește sau este vid: |title= (ajutor)